# Massacre de Katowice
 (avril 2025).
Le massacre de Katowice, ou Lundi sanglant de Katowice (en polonais : Krwawy poniedziałek w Katowicach), est un des crimes de guerre de la Wehrmacht lors de son invasion de la Pologne le 4 septembre 1939.
Ce jour-là, des soldats allemands de la Wehrmacht (l'armée régulière), aidés par la milice des Corps franc (Freikorps), exécutent environ 80 défenseurs polonais de la ville. Ces défenseurs étaient des volontaires de la milice d'autodéfense, dont d'anciens Insurgés silésiens, des scouts polonais, et peut-être des soldats polonais, issus des forces régulières polonaises en retraite, qui auraient rejoint la milice.